# Oliver (ridder)
Oliver of Olivier is een legendarische ridder, graaf en held, bekend uit de Karolingische romans of chansons de geste (liederen over heldendaden). Hij komt onder meer voor in het Roelantslied, het lied Girart de Vienne en in het dichtwerk Orlando Furioso.
Oliver is de zoon van Renier de Geneva (Genève) en de broer van Aude. Hij strijdt met Roeland, de neef van Karel de Grote, op een eiland in de Rhône voor de stad Vienne om een einde te maken aan het conflict tussen Karel de Grote en Girart de Vienne, zijn oom. Karel de Grote belegert al zeven jaar de stad Vienne, omdat Aymeri, de latere Aymeri de Narbonne, zoon van Hernaut van Biaulande, gepoogd heeft zijn koningin te doden. Die koningin had Girart, zijn oom, beledigd, toen hij niet gelijk met haar wilde trouwen. Ze was immers eerst door Karel de Grote aan Girart beloofd. Ze trouwde met Karel de Grote, maar bleef boos op Girart. Toen Girart tijdens de bruiloftsnacht van het koningspaar de voet wilde kussen van Karel, omdat deze hem Vienne had gegeven, had zij haar voet over die van Karel gelegd. Zodat Girart, buiten zijn weten om, haar de voet kuste. Zij hield het niet geheim, uit wraak vertelde ze het aan Aymeri. Uit woede probeerde Aymeri haar daarop neer te steken. Dat mislukte enkel, omdat ze op tijd wegdook. Aymeri keerde toen terug naar de stad van zijn oom Girart en vertelde hem wat hij had meegemaakt. Karel de Grote zette de achtervolging in. Zó was het conflict ontstaan.
Oliver heeft drie legendarische ooms, die samen met zijn vader Renier de Geneva de vier zonen zijn van Garin de Monglane en Mabille. Zijn ooms zijn: Hernaut de Biaulande, Milon de Puglia (Apulië) en Girart de Vienne. De vier zonen van Garin de Monglane verzamelen zich in Vienne als die stad door Karel belegerd wordt.
Olivers mooie zuster Aude is verliefd geworden op zijn tegenstander Roeland. Roeland strijdt met zijn zwaard Durendal en Oliver met Hauteclere. Dit zwaard kreeg Oliver van Joachim de wijze Jood. Het kwam oorspronkelijk van de Romeinse keizer Closamont. Een engel komt tussenbeide en de twee strijders worden vrienden voor het leven. Als er vrede wordt gesloten tussen Karel en Girart wordt er feest gevierd in Vienne. Tijdens dat feest wordt besloten dat Roeland met Aude, Olivers zuster, zal trouwen. Maar een bode van koning Yon uit Gascogne brengt nieuws dat veertien Saraceense koningen Francia zijn binnengevallen en Bordeaux belegerd wordt. Het Frankische leger verzamelt zich bij Narbonne en vervolgens leidt de krijgstocht uiteindelijk tot de Slag bij Roncesvalles in 778, waarbij zowel Roeland als Oliver om het leven komen.
Volgens Oliver was Vienne van zijn grootvader geweest en van diens grootvader. Zijn grootvader (van moederszijde) was hertog Beuvon, die meer dan vijf jaar over dit gebied regeerde. De Saraceense koning Afloaires was Olivers oom.
In de Orlando Furioso (De razende Roeland) van Ludovico Ariosto was Olivero de vader van de tweelingbroers Aquilante en Grifone.